# Esther Escolar
Esther Escolar Menéndez (Lérida, 21 de diciembre de 1987) es una ex gimnasta rítmica española que formó parte de la selección nacional de gimnasia rítmica de España en modalidad individual. Fue campeona de España infantil (2000) y en 1ª categoría (2003). También practicó gimnasia estética de grupo en el Club Alcón Cusí de Barcelona. En la actualidad entrena en al Club Gimnàstica Sant Cugat.

## Biografía deportiva

### Inicios
Esther se inició en la gimnasia rítmica hacia 1994 con 7 años de edad como actividad extraescolar en el Colegio Capitán Masip. Pasó entonces al Club Patricia de Lérida, donde fue entrenada por Divina Abad y posteriormente por Meri Torrelles. Desde 1997, Esther empezó a competir en el Campeonato de España de Conjuntos, alcanzando la primera posición en 1999. Ese mismo año fue convocada por la selección española para una concentración. Como individual, en 2000 fue campeona de España infantil en Córdoba, subcampeona de España júnior en 2002, campeona de España en 1ª categoría en el Campeonato de España Individual de 2003 en Córdoba (logrando también el oro en mazas y cinta), subcampeona en categoría de honor en el Campeonato de España de 2004 en Alicante, y bronce en categoría de honor en el Campeonato de España de 2005 en Benicarló.

### Etapa en la selección nacional de gimnasia rítmica
En 2003 entró como individual a la selección nacional de gimnasia rítmica de España, entrenando en el CAR de San Cugat del Vallés con Iratxe Aurrekoetxea y Tania Muller. Ese mismo año, junto a Almudena Cid, Jennifer Colino y Carolina Rodríguez, fue 6ª por equipos en el Campeonato Mundial de Budapest, además de colocarse en el puesto 122 de la general, pero realizando únicamente el ejercicio de pelota y no los cuatro. En junio de 2005, en el Campeonato Europeo de Moscú, quedó 6ª por equipos junto a Almudena Cid y Jennifer Colino. Ese mismo mes participó en los Juegos Mediterráneos de Almería, donde logró la 5ª plaza en la calificación, aunque no pudo participar en la final al permitirse en la misma únicamente dos gimnastas por país. En octubre de ese mismo año, en el Campeonato Mundial de Bakú (Azerbaiyán) fue, junto a Almudena Cid, Jennifer Colino y Carolina Rodríguez, 6ª por equipos, además de obtener el 42.º puesto en la general, realizando tres de los cuatro ejercicios. En 2007, al estar recuperándose de una lesión, participó realizando una exhibición en la I Copa Internacional de Cataluña celebrada en Lérida. Para 2008 compitió en el Torneo Internacional No Limits Open en Amberes, en el que fue elegida Miss Elegancia.

### Etapa como gimnasta estética y entrenadora
Tras su retirada de la gimnasia rítmica en 2008 a causa de una lesión de rodilla, pasó a ayudar como entrenadora de rítmica a Iratxe Aurrekoetxea. Hacia 2009 empezó a practicar gimnasia estética de grupo integrando el Club Alcon Cusí, con el que ha sido 5 veces campeona de España y ha participado en varias competiciones internacionales, siendo 10.ª en la Copa del Mundo de Vigo en 2011, 10.ª en el Campeonato Mundial de 2011 en Tartu (Estonia), 8ª en la Copa del Mundo de Vantaa (Finlandia) en 2012, 8ª en el Campeonato Mundial de 2012 en Cartagena, 7ª en la Copa del Mundo de Barcelona en 2013, 8ª en el Campeonato Mundial de 2013 en Lahti, 8ª en la Copa del Mundo de Cartagena en 2013, o 6ª en la Copa del Mundo de Tartu en 2014. Desde el 10 de mayo de 2009 participó como gimnasta en la obra de teatro La danza de los dos pianos, dirigida por Manel Martín y con la presencia de la también exgimnasta internacional leridana Montse Martín. En 2012 se diplomó en Magisterio de Educación Primaria en la Universidad Autónoma de Barcelona, especializándose en Educación Física, y en 2014 hizo un Máster en Psicopedagogía en la Universidad Internacional de La Rioja. Posee el título de Entrenadora Nacional de Gimnasia Rítmica, entrenando en la actualidad al Club Gimnàstica Sant Cugat, en el que entrenó a gimnastas como Clara Esquerdo. Además, es componente del proyecto educativo Eduvic – Inspira tu país.

## Música de los ejercicios
| Año         | Aparatos | Música |
| ----------- | -------- | --- |
| 2003        | Pelota   | «Tojojo» de Øystein Sevåg y Lakki Patey.                                                                                                 |
| 2003        | Mazas    | «The End Legendary (Trance Mix)» de Harem.                                                                                               |
| 2003        | Aro      | Temas «Trisha», «Carson City» y «Con Air Theme», pertenecientes a la banda sonora de Con Air, compuesta por Mark Mancina y Trevor Rabin. |
| 2003        | Cinta    | «Crash!» de Propellerheads. |
| 2004        | Cinta    | «Mother Tongue» de Dead Can Dance. |
| 2005        | Pelota   | Ellens dritter Gesang (Ave Maria) de Franz Schubert.                                                                                     |
| 2005        | Cinta    | «Blues in the Night» en la versión de Quincy Jones y «St. James' Infirmary» en la versión de la Dutch Swing College Band.                |
| 2005 - 2006 | Cuerda   | «Mother Tongue» de Dead Can Dance. |
| 2008        | Mazas    | «Cahuita» de Øystein Sevåg. |
| 2008        | Aro      | Nocturno en fa sostenido menor, Op. 48 Nº 2 de Frédéric Chopin, en la versión de Joshua Bell.                                            |
| 2008        | Cuerda   | «Rat d'hôtel» de Maxime Rodriguez. |

## Palmarés como gimnasta rítmica

### Selección española
| 2003 - Campeonato del Mundo de Budapest 6º puesto por equipos 122.º puesto en concurso general* 2005 - Campeonato de Europa de Moscú 6º puesto por equipos - Juegos Mediterráneos de Almería 5º puesto en calificación** - Campeonato del Mundo de Bakú 6º puesto por equipos 42.º puesto en concurso general*** |

*Realizó únicamente el ejercicio de pelota y no los cuatro

**No pudo clasificarse para la final al permitirse en la misma solo dos gimnastas por país

***Realizó únicamente tres ejercicios y no los cuatro

## Palmarés como gimnasta estética

### Con el Club Alcon Cusí
| 2011 - Copa del Mundo en Vigo 10º puesto en final - Campeonato del Mundo de Tartu 10º puesto en final 2012 - Copa del Mundo en Vantaa 8º puesto en final - Campeonato del Mundo de Cartagena 8º puesto en final | 2013 - Copa del Mundo en Barcelona 7º puesto en final - Campeonato del Mundo de Lahti 8º puesto en final - Copa del Mundo en Cartagena 8º puesto en final 2014 - Copa del Mundo en Tartu 6º puesto en final |

## Premios, reconocimientos y distinciones
- Miss Elegancia en el Torneo Internacional No Limits Open en Amberes (2008)

## Filmografía

### Películas
| Películas | Películas      | Películas | Películas           | Películas                     |
| Año       | Título         | Personaje | Notas               | Director                      |
| --------- | -------------- | --------- | ------------------- | ----------------------------- |
| 2012      | Fonti di Danza | Bailarina | Montaje audiovisual | Roger Cassany y Jordi Carreño |

### Programas de televisión
| Programas de televisión | Programas de televisión | Programas de televisión | Programas de televisión                       |
| Año                     | Título                  | Cadena                  | Notas                                         |
| ----------------------- | ----------------------- | ----------------------- | --------------------------------------------- |
| 2001                    | Nadal a 3 bandes        | TV3                     | Invitada junto a Almudena Cid y Nuria Velasco |
| 2013                    | Connexió Barcelona      | Barcelona Televisió     | Entrevistada en reportaje                     |
| 2017                    | Ben trobats             | La Xarxa                | Invitada                                      |

### Danza y teatro
| Obras de teatro | Obras de teatro            | Obras de teatro  | Obras de teatro | Obras de teatro                                      |
| Año             | Título                     | Personaje        | Director        | Lugar                                                |
| --------------- | -------------------------- | ---------------- | --------------- | ---------------------------------------------------- |
| 2009            | La danza de los dos pianos | La magia onírica | Manel Martín    | Auditorio Municipal Enric Granados de Lérida y otros |